# Tête à Bosset
Tête à Bosset är en bergstopp i Schweiz. Den ligger i distriktet Aigle och kantonen Vaud, i den sydvästra delen av landet, 80 km söder om huvudstaden Bern. Toppen på Tête à Bosset är 1 761 meter över havet.